# Yunus Akgün
Yunus Akgün (Isztambul, 2000. július 7. –) török korosztályos válogatott labdarúgó, a török Galatasaray játékosa.

## Pályafutása

### Klubcsapatokban
A Galatasaray saját nevelésű labdarúgója. 2018. augusztus 5-én debütált az első csapatban az Akhisar Belediyespor elleni szuperkupa találkozón. 2019. január 24-én mesterhármast szerzett a Boluspor elleni kupa mérkőzésen.

### A válogatottban
Tagja volt a 2017-es U17-es labdarúgó-Európa-bajnokságon és az U17-es labdarúgó-világbajnokságon résztvevő válogatottnak.

## Statisztika
2019. december 17-i állapotnak megfelelően.
| Klub        | Szezon   | Bajnokság | Bajnokság | Bajnokság | Kupa  | Kupa  | Nemzetközi | Nemzetközi | Egyéb | Egyéb | Összesen | Összesen |
| Klub        | Szezon   | Osztály   | Mérk.     | Gólok     | Mérk. | Gólok | Mérk.      | Gólok      | Mérk. | Gólok | Mérk.    | Gólok    |
| ----------- | -------- | --------- | --------- | --------- | ----- | ----- | ---------- | ---------- | ----- | ----- | -------- | -------- |
| Galatasaray | 2018-19  | Süper Lig | 11        | 0         | 6     | 4     | 2          | 0          | 1     | 0     | 20       | 4        |
| Galatasaray | 2019-20  | Süper Lig | 1         | 0         | 2     | 0     | 0          | 0          | 0     | 0     | 3        | 0        |
| Összesen    | Összesen | Összesen  | 12        | 0         | 8     | 4     | 2          | 0          | 1     | 0     | 23       | 4        |

1. ↑  Török szuperkupa

## Sikerei, díjai
- Galatasaray
  - Török bajnok: 2018-19
  - Török kupa: 2018-19
  - Török szuperkupa: 2019

## Külső hivatkozások
- Yunus Akgün adatlapja a Transfermarkt oldalán (angolul)
- Yunus Akgün adatlapja a Soccerway oldalon (angolul)